# Branko Stanovnik
Branko Stanovnik (* 11. srpna 1938) je slovinský organický chemik. Zabývá se hlavně chemií heterocyklických sloučenin. Je členem Slovinské akademie věd a umění. K roku 2011 byl děkanem skupiny Přírodní vědy Evropské akademie věd a umění.